# Modest Boguszewski
Modest Boguszewski (ur. 8 stycznia 1963 w Lublinie) – polski piłkarz występujący na pozycji obrońcy. W 1981 roku wraz z kolegą klubowym z Motoru Lublin, Robertem Grzanką, zdobył w RFN wicemistrzostwo Europy U-18. Uczestnik Mistrzostw Świata U-20 w 1981 w Australii. Były trener Motoru Lublin.

## Reprezentacja Polski
| lp. | Data             | Miejsce   | Przeciwnik | Rezultat | Rozgrywki  | Grał   | Uwagi |
| --- | ---------------- | --------- | ---------- | -------- | ---------- | ------ | ----- |
| 1.  | 19 sierpnia 1987 | Lubin     | NRD        | 2-0      | towarzyski | 90'    |       |
| 2.  | 2 września 1987  | Bydgoszcz | Rumunia    | 3-1      | towarzyski | od 46' |       |